# Société d'horticulture et d'arboriculture des Bouches-du-Rhône
La Société d'horticulture et d'arboriculture des Bouches-du-Rhône est une société savante, créée le 23 novembre 1846 sous l'intitulé Société d'agriculture de Marseille. Paul-Emmanuel Abeille de Perrin en est le premier président. En 1881, elle devient la Société d'horticulture et de botanique des Bouches-du-Rhône après avoir fusionné avec la Société de botanique de Provence. Elle prend son nom actuel en 1966.
La société édite une revue, intitulée Les jardins en Provence, qui succède en 1966 à la Revue horticole des Bouches-du-Rhône.

## Membres connus
- Louis Castagne, diplomate et botaniste
- Paul-Emmanuel Abeille de Perrin, membre fondateur
- Alphonse Derbès, botaniste et universitaire
- Édouard Heckel, botaniste et médecin